# Inconscient (psychologie analytique)
Pour les articles homonymes, voir Inconscient (homonymie).
Pour un article plus général, voir psychologie analytique.

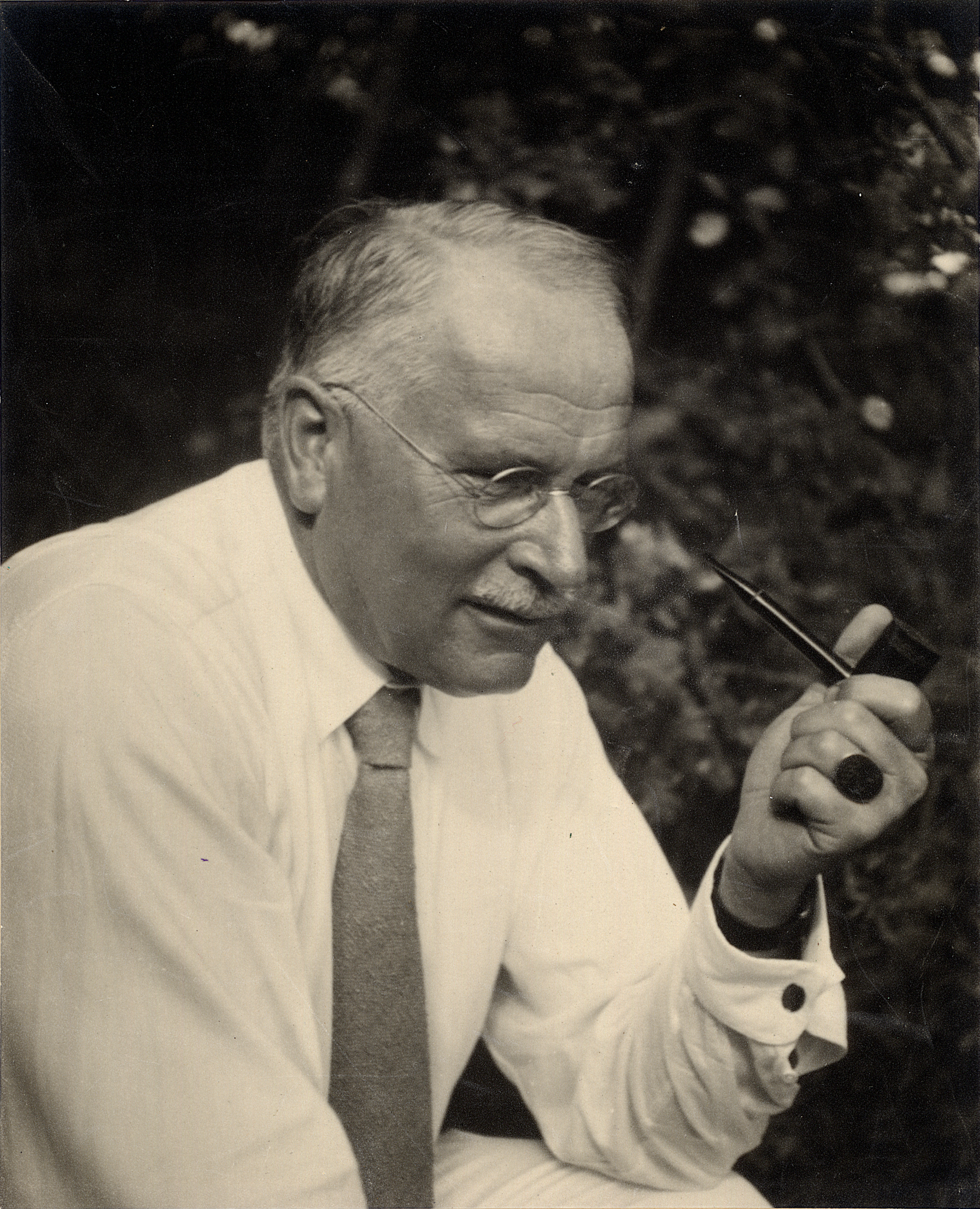
Carl Gustav Jung, fondateur de la psychologie analytique.

En psychologie analytique, l'inconscient (en allemand : Unbewussten) diffère de celui postulé et décrit par Sigmund Freud, chez qui, il est assimilé à un réservoir de souvenirs et de pulsions refoulées. Pour Carl Gustav Jung, l'inconscient a une dimension vitale (il a une fonction dans le développement de l'individu) et une dynamique propre.
La psychologie analytique définit l'inconscient comme l'espace de l'inconnu, son approche est, dans ses premiers travaux, philosophico-pragmatique. Jung part en effet d'une conception théologique et philosophique de l'inconscient, celle de Schopenhauer et de la psychologie expérimentale. Par l'étude des complexes entreprise avec Franz Riklin, Jung postule un inconscient motivé qui compense l'attitude consciente. Il constate que l'homme se distingue par deux réalités, l'une connue (la conscience) et l'autre inconnue, constituée de matériaux et de phénomènes hors de portée de l'attention qu'il nomme la « psyché objective ».
La structure de cet espace répond aux représentations traditionnelles de la psychanalyse de Freud, néanmoins Jung va distinguer dans l'inconscient une partie collective et une partie individuelle, propre à la personnalité : l'« inconscient personnel » composé des instances psychiques personnifiées, c'est-à-dire l'ombre, la persona, l'anima ou l'animus. Il intègre également d'autres processus comme les complexes autonomes.
L'inconscient personnel se manifeste dans les rêves et les productions imaginaires et est également en constante relation avec la personnalité : « la psychologie n’est pas uniquement un fait personnel. L’inconscient, qui possède ses propres lois et des mécanismes autonomes, exerce sur nous une influence importante, que l’on pourrait comparer à une perturbation cosmique. L’inconscient a le pouvoir de nous transporter ou de nous blesser de la même façon qu’une catastrophe cosmique ou météorologique ».

## De la psychosexualité à la psychodynamique indifférenciée
« La psychologie est une science des plus jeunes et, parce qu'elle s'efforce d'élucider ce qui se passe dans l'inconscient, elle se heurte à une forme extrême de misonéisme. »
Même si l'inconscient est déjà connu depuis Leibniz, c'est-à-dire depuis le XVIIe siècle, le concept moderne d'inconscient, peut être attribué à Sigmund Freud. Celui-ci l'applique à des cas individuels et sensibilise sur des méthodes d'investigation pour des patients atteints de troubles psychiques.
Carl Gustav Jung se lie d'amitié avec Freud en 1906, et collabore avec lui jusqu'à leur rupture définitive en 1912, année de la parution de Métamorphoses de l'âme et ses symboles, ouvrage dans lequel Jung émet l'hypothèse que la libido n'est pas uniquement sexuelle. Il l'associe en ce qui le concerne à une psychodynamique indifférenciée, fonctionnant sur le principe de l'énergie. De même que physiquement l'énergie se matérialise, l'énergie psychique se manifeste à la conscience sous forme d'imagines (inventions, représentations, anticipations, inspirations, imaginations, fantasmes, hallucinations, rêves, etc.). Or de fait, l'Homme ne conçoit la physis que psychiquement. Ainsi la logique, la pensée, sont-elles des phénomènes psychiques. 
Voilà pourquoi selon Jung, le travail analytique consiste essentiellement à défaire les résistances psychiques du patient afin que ses imagines puissent évoluer naturellement ; mais c'est une hérésie pour Freud, pour lequel le travail analytique consiste essentiellement à défaire les imagines elles-mêmes.
Jung suppose que la psychodynamique a partie liée au fonctionnement du cerveau mais contrairement à Freud, il réserve le biologisme à la spéculation en l'absence de preuves empiriques. Ainsi construit-il à partir de l'hypothèse que la psyché est distincte de la physis.

## Du complexe d'Œdipe aux complexes psychiques
« Une psychanalyse est d'abord freudienne. »
La psychanalyse freudienne étudie ce que la psychologie analytique appelle l'inconscient personnel. L'importance de la psychosexualité est reconnue et soulignée par C.G. Jung lui-même. Cependant, en tant que la psychodynamique est selon lui indifférenciée, la psyché personnelle est formée selon une complexion indéfinie. C'est-à-dire que le complexe d'Œdipe n'a pas valeur structurale dans la psychologie analytique, et que la psyché est composée d'une pluralité de complexes, que l'on se représente plus justement sous forme de nœuds ayant partie liée à un affect.
C'est à la suite de cette redéfinition que la notion de complexe connut un tel succès auprès des non-spécialistes : complexe d'infériorité, de supériorité, de persécution, de culpabilité, etc. Mais la notion est employée à tort et à travers, dévoyée même de son sens jungien.

## Composition de la psyché en psychologie analytique
En psychologie analytique, la psyché est composée par le moi, les complexes, les archétypes et le Soi. Ces quatre niveaux s'articulent et se compénètrent :
« La complexité de la psychanalyse jungienne tient au fait que toutes les instances psychiques sont en étroites relations les unes avec les autres. Décrire isolément un concept donne de lui une vision forcément partielle car ne tenant compte ni des rapports dynamiques avec les autres instances, ni de l'ensemble du système psychique. Tout est lié, tout est en mouvement. »
C'est dire si la distinction entre personnel et collectif est théorique mais, quoi qu'il en soit, voici la répartition des éléments énoncés ci-dessus : le moi et les complexes appartiennent à l'inconscient personnel, tandis que les archétypes appartiennent à l'inconscient collectif. Le Soi doit être traité à part.

### Conscience et inconscient
« Notre psyché fait partie de la nature et son énigme est aussi dépourvue de limites. Il en résulte que nous ne pouvons définir ni la psyché, ni la nature. »

#### La conscience
Elle correspond à cette inconnue par laquelle l'individu se représente l'environnement et l'inconscient. Elle reçoit des informations provenant de l'environnement grâce au corps, et reçoit des informations provenant de l'inconscient grâce à l'introspection.
Vis-à-vis de l'inconscient, la conscience réagit soit par refoulement, soit avec ouverture (accueille des contenus inconscients).
Jung a théorisé plus amplement le fonctionnement de la conscience dans les types psychologiques.

#### L'inconscient
Il correspond à ce qui n'est pas représenté dans la conscience, mais qui fait cependant partie de la psyché. Selon Jung, il n'est pas un poids mort ou encore un réservoir de la psyché, car de même que la conscience évolue, il a une dynamique autonome que le psychanalyste repère phénoménologiquement à travers les influences qu'il a sur la conscience : inspirations artistiques, intuitions scientifiques, imaginations, rêveries, rêves, hallucinations, actes manqués, bafouillements, colères, mélancolie, angoisses, névroses, psychoses, etc. sont autant de phénomènes que le psychanalyste attribue à l'influence de l'inconscient.
Or conscience et inconscient interagissent sans cesse, dans la mesure où les choix que nous opérons consciemment influent rétroactivement sur les processus inconscients. La psychologie analytique (et plus généralement la psychanalyse) convient donc qu'il va de l'intérêt de chacun de prêter attention à l'inconscient, de même que l'on prête attention à l'environnement physique.

Le rêve est, pour Jung comme pour Freud, « la voie royale » menant à l'inconscient.
« C'est Sigmund Freud, qui le premier, a essayé d'explorer empiriquement l'arrière-plan inconscient de la conscience. Il a pris hypothèse que les rêves ne sont pas le produit du hasard, mais sont en relation avec nos pensées et nos problèmes conscients. Une telle hypothèse n'avait rien d'arbitraire. Elle s'appuyait sur la conclusion, à laquelle étaient parvenue des neurologues éminents (par exemple Pierre Janet) que les symptômes névrotiques sont liés à une expérience consciente. Il semble même que ces symptômes soient la manifestation de zones dissociées de notre conscience, qui, à un autre moment et dans d'autres conditions, peuvent redevenir conscientes.»
Vis-à-vis de la conscience, l'inconscient réagit par pulsions, par compensation, par intuitions, par affections pathologiques, et peut-être par d'autres processus encore. Par définition, on n'en sait rien.

### L'inconscient personnel

#### Le Moi
En psychologie analytique, le Moi n'est dans la psyché qu'un complexe parmi d'autres, auquel s'identifie spontanément la conscience, parce que le Moi est essentiellement la fonction adaptative de la psyché à partir de laquelle l'individu interagit avec l'environnement et l'inconscient. Autour du Moi se constellent les parties socialement acceptables de la psyché, auxquels l'individu accepte inconsciemment de s'identifier.

#### Les complexes
Si le Moi n'est qu'un complexe parmi d'autres, Jung constate que certains phénomènes manifestés inconsciemment par ses patients ne peuvent pas raisonnablement être attribués à leur Moi ; or lesdits phénomènes interviennent comme s'il s'agissait de personnalités parasitant le Moi. De là, Jung induit que les complexes fonctionnent à la manière de personnalités autonomes au sein de la psyché, mais qu'ils ne se manifestent que dans les circonstances où l'affect autour duquel ils sont constitués est sollicité.

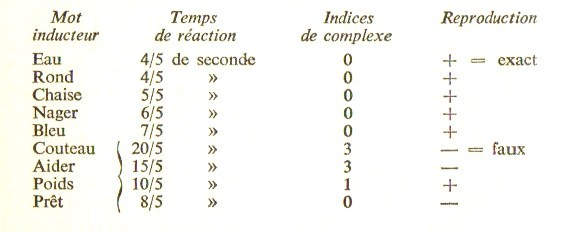
Exemple d'un test sur les associations libres de CG Jung

#### L'Ombre
L'évolution du Moi provoque simultanément et inconsciemment la formation d'un complexe compensatoire particulier appelé Ombre. L'Ombre constelle tout ce qui est jugé comportementalement inadapté et socialement inacceptable par l'éducation et par le Moi. Cette notion recouvre dans une mesure indéterminée le ça freudien. Or dans le processus analytique, c'est tout d'abord avec l'Ombre que le patient a affaire.

### L'inconscient collectif
« L'inconscient collectif est un concept empirique et opérationnel créé par Jung au contact des grands malades mentaux : l'histoire personnelle ne suffit pas à expliquer et comprendre l'ensemble des fonctionnements et contenus psychiques en jeu dans la pathologie mentale. Il existerait donc des instances psychiques relevant de l'humanité plutôt que de l'individu. »
C'est par cette notion que la psychologie analytique diffère radicalement de toutes les autres psychologies et psychanalyses existantes. C'est aussi la notion la plus difficile d'accès, la plus mécomprise et la plus controversée de la psychologie analytique, qui lui vaut parfois d'être accusée tout entière de mystification.

#### Vers l'inconscient collectif
Lors de certaines consultations, Jung constate auprès de patients que certaines manifestations de l'inconscient ont une signification qui dépasse l'entendement desdits patients, phénomènes incongrus si l'on aborde l'inconscient d'un point de vue strictement personnel. 
Par exemple, certaines mises en scène oniriques évoquent incontestablement des descriptions mythologiques, des inspirations gnostiques ou des démarches philosophiques, desquels les patients ne sont pas familiers, voire qu'ils n'ont tout simplement jamais pu rencontrer dans leur existence.
Ces contenus prennent des aspects aussi divers que l'inconscient personnel des patients est divers, car ce n'est pas la forme qui est ici en question, mais le sens.
Cependant, les diverses formes que prend le même sens chez divers individus a toujours un caractère numineux essentiel, c'est-à-dire que les patients en sont impressionnés et comme coi. Or justement, pour percer le sens de ces manifestations de l'inconscient, Jung se lance dans une interprétation psychologique et comparatiste des religions, mythologies, mystiques, gnosticismes et philosophies dégagées par l'histoire, l'anthropologie, l'ethnologie, l'histoire des religions, l'histoire de la philosophie, etc. afin d'amasser une culture générale qui le rende à même d'interpréter ces incongruités personnelles d'un point de vue collectif.
Il sera notamment intéressé par l'alchimie et le christianisme.
Cela impulsera chez lui une entreprise plus vaste, puisqu'il proposera une démarche pour dialectiser avec l'inconscient (la personnification des complexes et des archétypes, l'interaction avec eux, ou encore l'imagination active) ainsi que des solutions pour l'Homme contemporain aux prises avec l'histoire, la modernité et la foi.
Or c'est précisément cette dernière entreprise qui lui vaut les critiques du monde psychanalytique et de certains scientifiques.

#### Les archétypes
Brièvement, les archétypes sont à l'inconscient collectif, ce que les complexes sont à l'inconscient personnel, c'est-à-dire qu'ils fonctionnent comme des personnalités autonomes, au sein de la psyché.
Cependant, si les complexes constituent des personnalités aussi influentes que le moi, organisées autour d'un affect, les archétypes constituent des figures collectives bien plus influentes que n'importe quel complexe (moi compris) car ils sont numineux. Les seules comparaisons acceptables peuvent se faire avec la puissance accordée aux « Grands Anciens » dans les cultures primitives, aux « Dieux » dans les religions polythéistes, ou à la fascination pour les idéologies de masse, pour le progrès technologique - que l'on trouve essentiellement dans la littérature de science-fiction - et à la terreur face à la réelle possibilité d'une guerre nucléaire lors de l'affaire des missiles de Cuba, en 1962.
Face aux archétypes, l'individu est confronté au numineux, c'est-à-dire qu'il est profondément ému, fasciné et effrayé. Jung associe cette confrontation à la confrontation psychique au sacré. Mais au cours d'une psychanalyse la manifestation d'un archétype indique, selon Jung, que le patient connaît une évolution psychologique en profondeur. C'est ce qui vaut à la psychologie analytique d'être appelée aussi psychologie des profondeurs.
Parmi les archétypes, on recense entre autres l'anima et l'animus, le puer et le senex, la grand-mère et le vieux sage, ainsi que l'ombre collective.

## Le Soi
« Le Soi est la donnée existant a priori dont naît le moi. Il préforme en quelque sorte le moi. Ce n'est pas moi qui me crée moi-même : j'adviens plutôt à moi-même. »

### Définition
Le Soi est l'archétype de la totalité, en l'occurrence la psyché entière d'un individu, qui correspond aussi à sa personnalité totale, consciente et inconsciente. Du Soi, Jung avoue qu'il ne peut rien en dire à la fin de la Dialectique du moi et de l'inconscient. Le Soi correspond en tout état de cause à une expérience-limite pour la conscience.
Jung compare encore le Soi à l'image de Dieu en l'homme, sans émettre de jugement vériconditionné sur la possibilité de l'existence de Dieu. Il constate simplement que c'est ainsi que la conscience se le représente souvent.
Le Soi correspond à « la fonction transcendante de la psyché », par laquelle toute évolution psychologique se réalise. Les modalités de cette réalisation sont caractérisées par une conjunctio oppositorum, ou conjonction des opposés.
En effet, Jung constate auprès de ses patients que l'activation de la fonction transcendante est signalée par l'intervention des archétypes, qui provoque naturellement une entéléchie (accomplissement, révélation, épanouissement) si l'on n'est pas névrotique. Ainsi Jung définit la névrose comme la résistance aux contenus inconscients, en même temps que la transition nécessaire vers leur conscientisation.

### La tension des opposés
Avec l'activation de la fonction transcendante, le patient prend conscience du revers de sa situation, ce qui renverse ses représentations quant à lui-même, l'environnement et l'inconscient. C'est alors que, sans symptôme névrotique, le Soi est naturellement transformé - et par conséquent toutes ses composantes. Cela ne signifie pas que l'individu choisit d'adopter une attitude opposée (bien que ce puisse être un passage) mais qu'il réévalue l'ensemble de ses représentations. Or, comme nous ne sommes pas tous névrosés au sens psychiatrique du terme, ces transformations ont lieu généralement à notre insu. Tout au plus, nous constatons que « nous avons changé ».
Ainsi, c'est la tension des opposés qui est créatrice de conscience. La psyché unitaire fonctionne sur un principe dual, tendu et conflictuel : être-néant, bien-mal, désir-mort, iniquité-justice, masculin-féminin, temps-éternité, esprit-matière, ombre-lumière, beauté-laideur, etc.
C'est dans leur conjonction que l'individu fait l'expérience du Soi.